# Giovanni Gaddi
Pour les articles homonymes, voir Gaddi.
Giovanni Gaddi, né après 1333 et mort en 1383, est un peintre italien.

## Biographie
Il est le fils de Taddeo Gaddi et le frère d'Agnolo Gaddi. Giorgio Vasari écrit que Giovanni Gaddi est un peintre à part entière. Il peint des fresques à Santo Spirito et est appelé à travailler au Vatican sous Urbain V entre 1367 et 1370. Certains l'identifie comme le Maestro della Misericordia (it) des Galeries de l'Académie de Venise.